# لي يونغ-جون
لي يونغ جون (هانغل: 이영준) هو لاعب كرة قدم كوري، من مواليد 23 مايو 2003، يلعب في صفوف نادي سوون.

## روابط خارجية
- لي يونغ جون على موقع دوري كوريا الجنوبية (الإنجليزية)
- لي يونغ جون على موقع قاعدة بيانات كرة القدم.إي يو (الإنجليزية)
- لي يونغ جون على موقع Soccerway.com (الإنجليزية)